# Den Namenlosen 1914
Den Namenlosen 1914 ist ein monumentales Gemälde des österreichischen Malers Albin Egger-Lienz aus dem Jahr 1916. Es gehört zur Sammlung des Heeresgeschichtlichen Museums in Wien.
Das Werk gilt als unmittelbare Auseinandersetzung des Künstlers mit der im Ersten Weltkrieg erfahrenen Entindividualisierung und Industrialisierung der Kriegsführung im 20. Jahrhundert.

## Bildbeschreibung
Das Bild ist mit Tempera auf Leinwand gemalt. Es hat eine Breite von 476 cm und eine Höhe von 245 cm. In der linken, unteren Ecke befinden sich die Signatur und Datierung „Egger Lienz 1916“.
Das Gruppenbild zeigt 16 Soldaten, die fast affengleich in Hockstellung in eine Richtung schreiten. Ihre Haltung ist jene, die Soldaten gegenüber feindlichem Dauerbeschuss einnehmen. Das Individuelle bleibt nur in Details erhalten, so trägt etwa ein Soldat eine Trompete anstelle eines Gewehrs. Tendenziell ist es durch die verbergende Körperhaltung in den Erdgräben und durch in die Gesichter gezogene Helme und Kappen stark reduziert. Die Bildkomposition suggeriert eine rhythmisch strukturierte Bewegung von rechts oben nach links unten. Die Bodenfalten der Erdgräben scheinen der Stoßrichtung zu folgen. Durch die Begrenzung des Bildrandes sind die Körper der Soldaten teilweise angeschnitten, was die Wirkung, nur den Ausschnitt einer größeren Bewegung zu sehen, verstärkt. Zugleich verleihen die flächenhafte Bildgestaltung und die variantenarme Formensprache dem Gemälde eine übersichtliche Direktheit. Der schmale, nach oben gezogene Horizont verstärkt den bedrückenden Effekt.
In der Wahl des Titels Den Namenlosen 1914 spiegelt sich die Haltung des Künstlers gegenüber dem industrialisierten Abschlachten der Kriegsführung im 20. Jahrhundert. 1914 war das Jahr des Beginns des Ersten Weltkriegs. Die Namenlosen sind auch keinen bestimmten Nationen zuordenbar, da Egger-Lienz deren Uniformen keinem der kriegsbeteiligten Staaten eindeutig nachempfunden hat.

## Entstehung und Rezeption

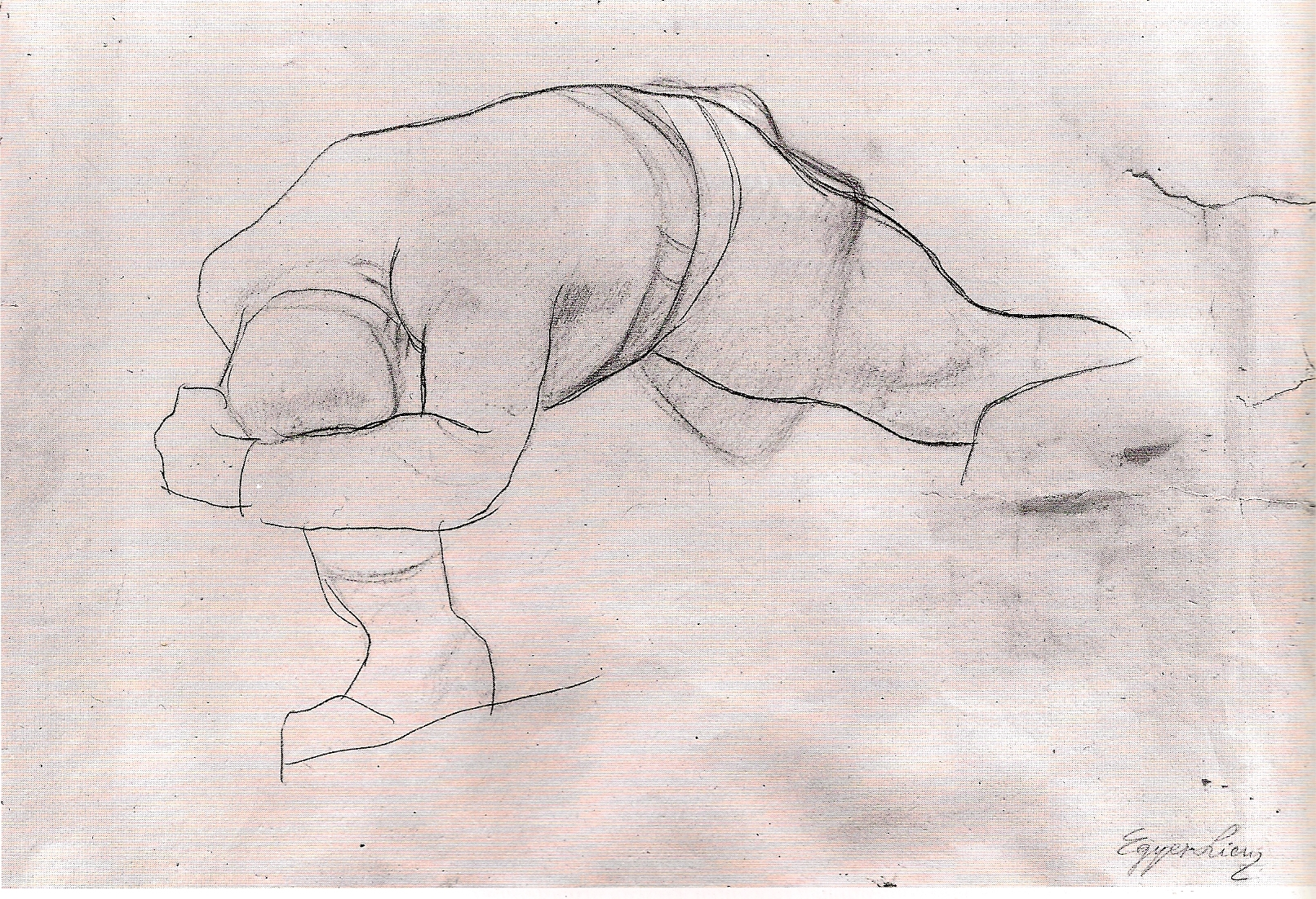
Studie zu den Namenlosen. Bleistift, Kohle und weiße Kreide, 63 × 90 cm, 1916

Albin Egger-Lienz gehörte zu den wenigen Künstlern aus Tirol, die von 1915 bis 1917 im Umfeld bzw. für das k.u.k. Kriegspressequartier (KPQ) gearbeitet hatten. Das Kriegspressequartier erteilte ihm die Erlaubnis, „an der Front malen zu dürfen“, wodurch er jedoch nicht in den Stand des KPQ aufgenommen wurde und somit auch nicht als offizieller Kriegsmaler an die Abgabebestimmungen des KPQ gebunden war. Als quasi freier Kriegsmaler wirkte er ab 1916, dem Entstehungsjahr von Den Namenlosen 1914, in Folgaria und Trient. Dem Gemälde gingen mehrere Vorformen und Entwürfe voraus, bei denen Egger-Lienz den aus unmittelbarer Anschauung des Kriegsgeschehens gewonnenen Realismus der Darstellung zu einem durchkomponierten, ausdrucksstarken Symbolismus weiterentwickelte.
Die erste öffentliche Ausstellung von Den Namenlosen 1914 fand 1917, noch während des Krieges, in Bozen statt. Die Reaktionen der zeitgenössischen Kunstkritik, insbesondere auch nach einer Ausstellung im Folgejahr im Münchner Glaspalast, fielen fast ausschließlich enthusiastisch aus. Dem Werk wurde augenblicklich eine herausragende Stellung im Genre der Kriegsmalerei zuerkannt. Zwar wirkte das Gemälde formal ungewöhnlich, doch war eine ins Mythische gehobene Darstellung von Soldatentum durchaus zeittypisch und etwa durch die Werke Fritz Erlers ästhetisch vorbereitet.

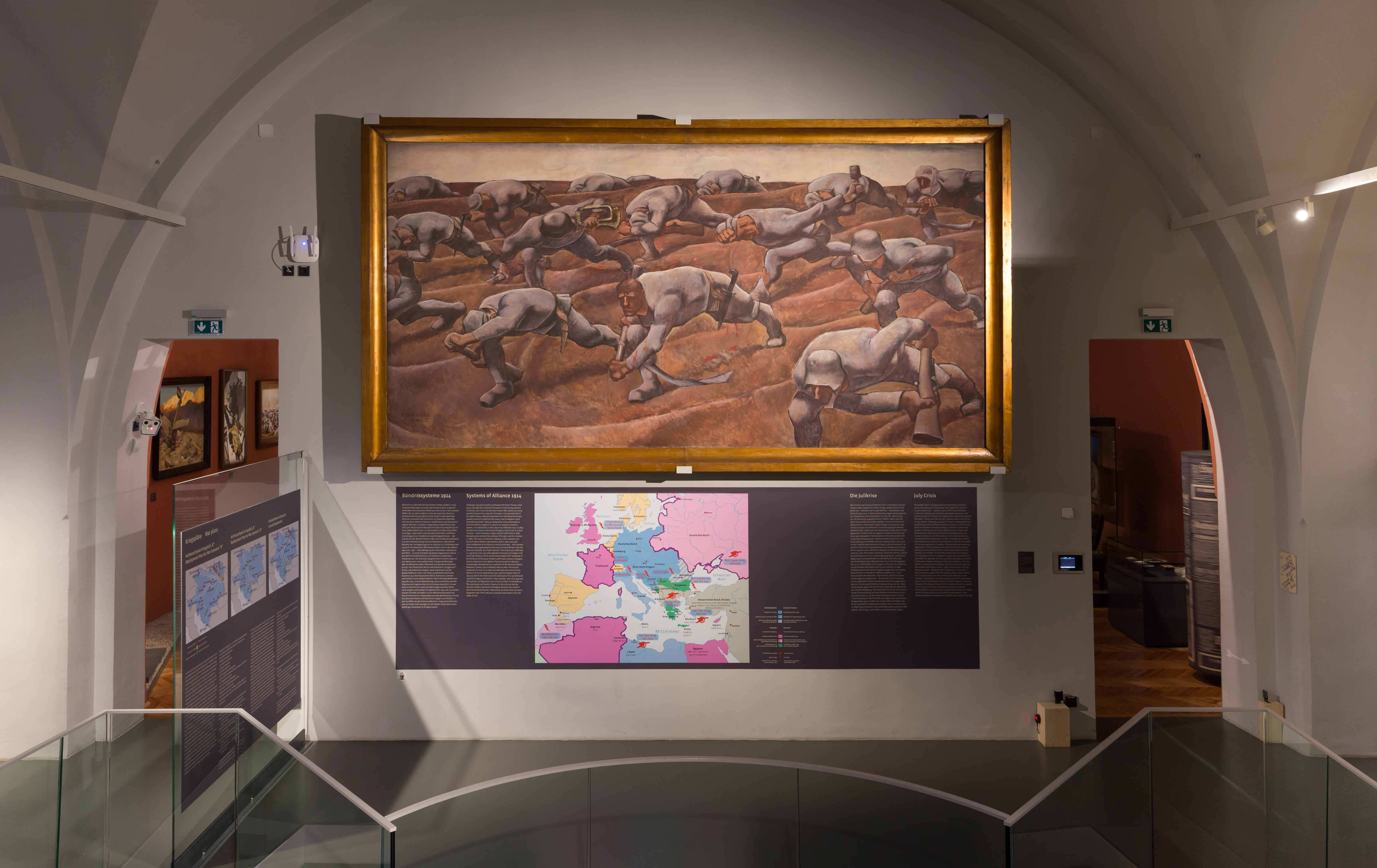
Aufstellung des Gemäldes im Heeresgeschichtlichen Museum (2015)

Egger-Lienz starb 1926. Die Zeit des Nationalsozialismus tat seiner öffentlichen Anerkennung zunächst keinen Abbruch. Den Namenlosen 1914 war das dominierende Hauptwerk der 1940 im Heeresgeschichtlichen Museum veranstalteten Sonderschau Deutsche Soldaten und ihre Gegner. Die pazifistische oder zumindest dem Krieg kritisch begegnende Grundhaltung, die sich nur augenscheinlich leicht dem Werk entnehmen ließ, erfuhr eine grundlegende Umdeutung. So bot die Person Albin Egger-Lienz den Machthabern willkommene Anknüpfungspunkte für eine Vereinnahmung im Sinne nationalsozialistischer Kulturpolitik, hatte sich der Künstler doch schon früh als Gegner der Moderne und als Fürsprecher von Volkskunst profiliert. Diese Vereinnahmung schadete seinem Ansehen nach 1945 nachhaltig.
Im Heeresgeschichtlichen Museum ist Den Namenlosen 1914 Teil einer Dauerausstellung zum Ersten Weltkrieg, die 2014 neu gestaltet wurde.

## Einordnung in das Gesamtwerk des Künstlers

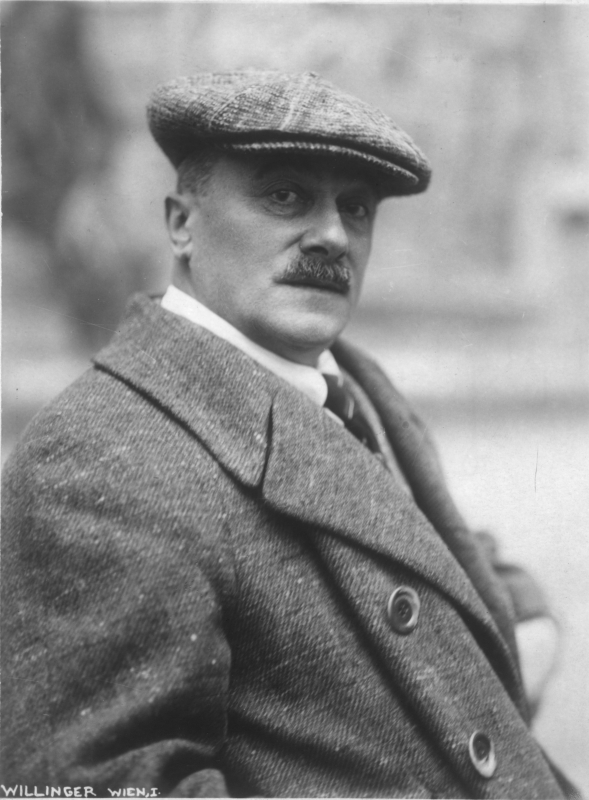
Albin Egger-Lienz (1920)

Im von Wilfried Kirschl erstellten Werkverzeichnis von Albin Egger-Lienz trägt Den Namenlosen 1914 die Nummer M 390. Der Künstler bescheinigte seinem Gemälde selbst eine herausragende Qualität. Egger-Lienz hatte sich in den Jahren 1904 bis 1906 von einem frühen Akademismus zu einer Betonung des Flächenhaften, zu einer Vorliebe für das Großformat und für Kompositionstechniken, die jenen des Schweizer Malers Ferdinand Hodler verwandt sind, entwickelt. In diese Schaffensperiode fällt die Entstehung von Den Namenlosen 1914.
Inhaltlich bildete der Krieg neben dem Bauerntum und der Religion ein Hauptthema im Gesamtwerk von Egger-Lienz, dem er sich in verschiedenen Einzelmotiven und gestalterischen Facetten widmete. Beginnend mit der Gestaltung von Kriegspostkarten im Jahr 1915 verabschiedete er sich rasch von einem jubelhaften Heroismus – von dem sich in Den Namenlosen 1914 kaum mehr etwas findet – und wendet sich mit humanitärer Geste den mit dem Krieg verbundenen Opfern und Leiden zu. Nach Kriegsende tritt in seinen Bildern noch einmal verstärkt der bloße Schrecken des Massen- und Vernichtungskriegs zutage.
In Den Namenlosen 1914 zeigt sich ferner beispielhaft ein künstlerisches Hauptanliegen von Albin Egger-Lienz: Das Werk behält seinen klaren Bezug zu einem konkreten historischen Geschehen und wird zugleich symbolisch aufgeladen, überhöht und vergeistigt.

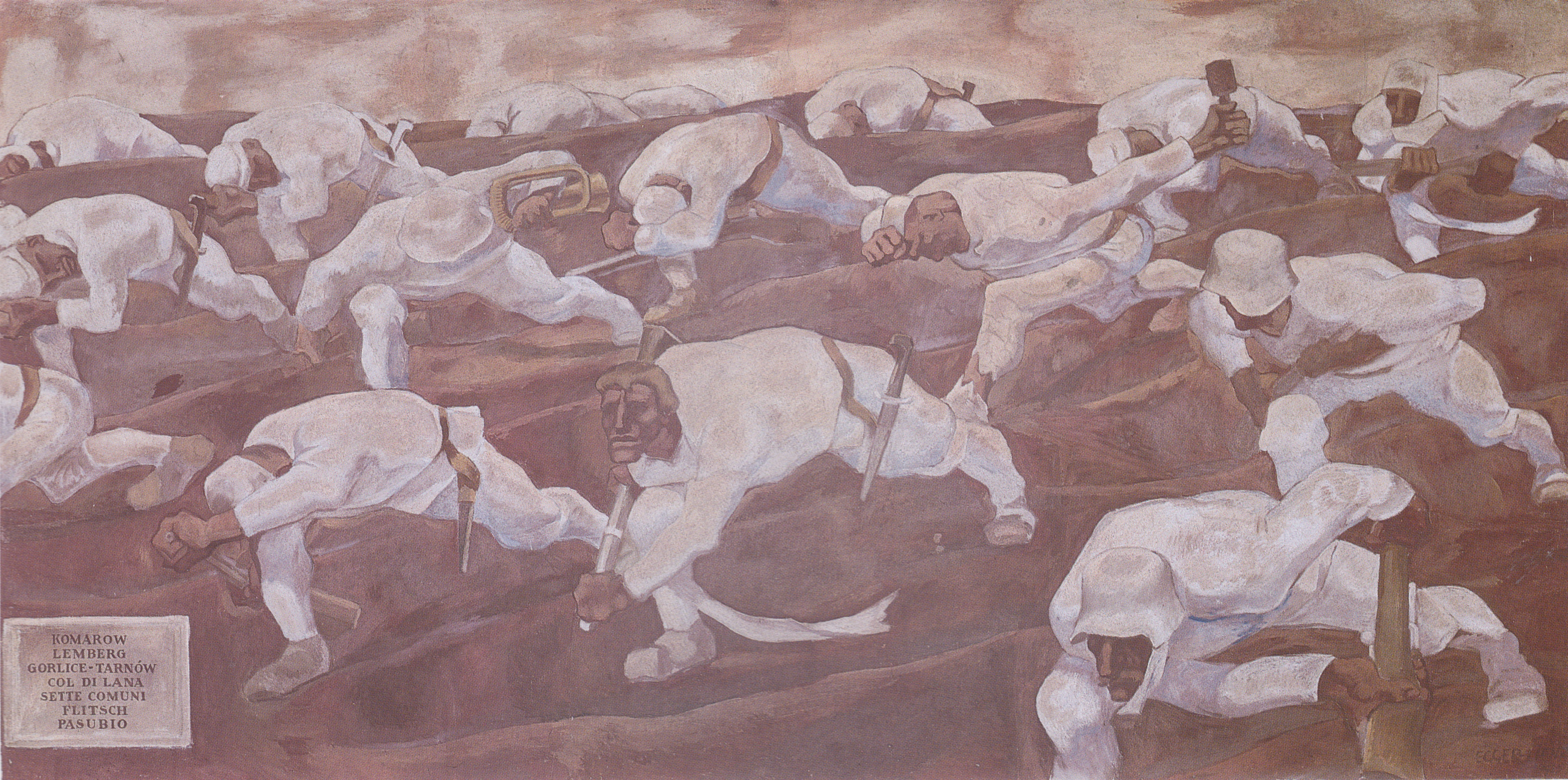
Sturm. Den Namenlosen. Fresko in der Kriegergedächtniskapelle Lienz, 1925

Als Spätwerk gestaltete Egger-Lienz die Kriegergedächtniskapelle in Lienz mit vier Fresken. Für das 1925 im Zuge dessen entstandene Fresko Sturm. Den Namenlosen übernahm er die Komposition von Den Namenlosen 1914. Mit einer Fläche von 236 × 473 cm erreicht es annähernd die Ausmaße der Vorlage.